# 大皇器地祖神社
大皇器地祖神社（おおきみきぢそじんじゃ）は、滋賀県東近江市君ヶ畑町にある神社。旧社格は村社。

## 祭神
木地師の祖神として惟喬親王を祭る。神紋は十六菊。

## 歴史
898年（寛平10年）の創祀と伝わる。1872年（明治5年）まで、正月・5月・9月に国家安泰・皇家永久の祈祷符を宮中に納めていた。惟喬親王がこの地に住んでいた際、小椋信濃守久長と小椋伯耆守光吉に命じて木地の器を作らせたという。この伝承によって、当社を木地師の根源社と称している。同様に木地師の根源社と称す筒井八幡（現筒井神社）と木地師に対する氏子狩を行い、全国に散っていた木地師に大きな影響力を持っていた。「白雲山小野宮大皇器地祖大明神」とも称したが、1882年（明治15年）に現社名に改められた。1893年（明治26年）には内務省から保存資金が下賜された。旧村社。

## 祭事
- 御供盛行事 - 1月3日
- 例祭 - 4月第一日曜日
- 御供盛行事 - 9月9日

## 境内社
- 多賀神社
- 蛭子神社

## 文化財
- 木地盆 （5品）

### 民俗文化財（県指定）
- 氏子狩帳

## 現地情報
所在地
- 滋賀県東近江市君ヶ畑町977

交通アクセス

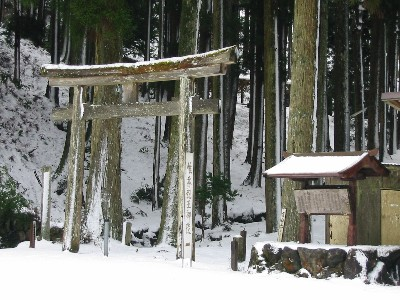
（伝）惟喬親王御陵 参道口

- 近江鉄道本線（湖東近江路線、水口・蒲生野線）・近江鉄道八日市線（万葉あかね線）八日市駅から近江鉄道バス（永源寺車庫行き）で永源寺車庫停留所下車。同停留所でちょこっとバス（政所線）に乗り継いで君ヶ畑停留所下車、徒歩4分。

周辺
- 高松御所（蔵皇山金龍寺）
- 惟喬親王御陵
- 筒井神社